# Tomáš Galis
Tomáš Galis (Szelőce, 1950. december 22. –) szlovák katolikus pap, zsolnai megyéspüspök.

## Pályafutása
1976. július 6-án szentelték pappá.

### Püspöki pályafutása
1999. július 22-én besztercebányai segédpüspökké és bitai címzetes püspökké nevezték ki. Szeptember 25-én szentelte püspökké Rudolf Baláž besztercebányai püspök, Peter Dubovský és Luigi Dossena segédletével.
2008. február 14-én nevezték ki az újonnan alapított Zsolnai egyházmegye élére. Beiktatása március 15-én történt.